# Inkef (Beamter)
Inkef war der Name eines hohen altägyptischen Beamten und Priesters gegen Ende der 3. Dynastie oder zu Beginn der 4. Dynastie. Er wurde durch seine reliefgeschmückten Kalksteinplatten (Stelen) in seinem Grab bekannt, auf denen der Name des Königs Sened (2. Dynastie) erscheint.

## Belege
Die seinen Namen bezeugenden Wandreliefs aus Kalkstein bestanden ursprünglich zusammen aus einem Stück. Darauf ist auf der rechten Hälfte Inkefs leiblicher Sohn (S3-ẖt.f = Sa-chetef) „Iasen“ zu sehen, wie er ein für das Alte Reich typisches Priesterornat trägt und ein Sechem-Zepter in der Hand hält. Rechts über seinem Kopf ist der Teil einer Darstellung eines Opfergabenbringers mit Korb im Arm zu sehen, zu seinen Füßen findet sich die Beischrift „Brote und Bier“. Auf der anderen (linken) Hälfte ist Inkef selbst abgebildet, er hält einen kleinen Knaben an der Hand. Auch er trägt ein vollständiges Priesterornat, dazu eine gestufte Löckchenperücke. Auf den Reliefplatten bezeichnet Inkef sich selbst als Gottesdiener des Sened. Eine Besonderheit bei der Nennung des Namens von Sened ist der Umstand, dass der Königsname in einer Kartusche geschrieben wurde. Dies ist strenggenommen ein Anachronismus, da Königskartuschen in der 2. Dynastie noch keine Verwendung fanden, sie wurden erst unter König Huni (Ende der 3. Dynastie) eingeführt. Inkefs Name und Porträt erscheinen außerdem in der Grabinschrift des hohen Beamten Scheri, wo Inkef als Wab-Priester des Peribsen bezeichnet wird.

## Familie
Inkef hatte laut Inschrift zwei Söhne: den „leiblichen, ältesten Sohn Iasen“ und einen unbenannten kleinen Knaben. Daneben werden zwei Damen namens „Hetep-Nubet“ und „Neferetek“ abgebildet, bei denen unsicher ist, ob es sich um die Gemahlinnen oder die beiden Töchter des Inkef handelt. Dietrich Wildung sieht in Inkef einen Verwandten des Scheri und des Sij.

## Grab
Inkefs Grab befindet sich in Sakkara und von dort stammen auch die beiden Wandreliefs. Die Lage des Bestattungsortes ist nicht mit Sicherheit bekannt, da sie nie geografisch vermerkt wurde. Daher gilt Inkefs Grab als verschollen.